# Sinar

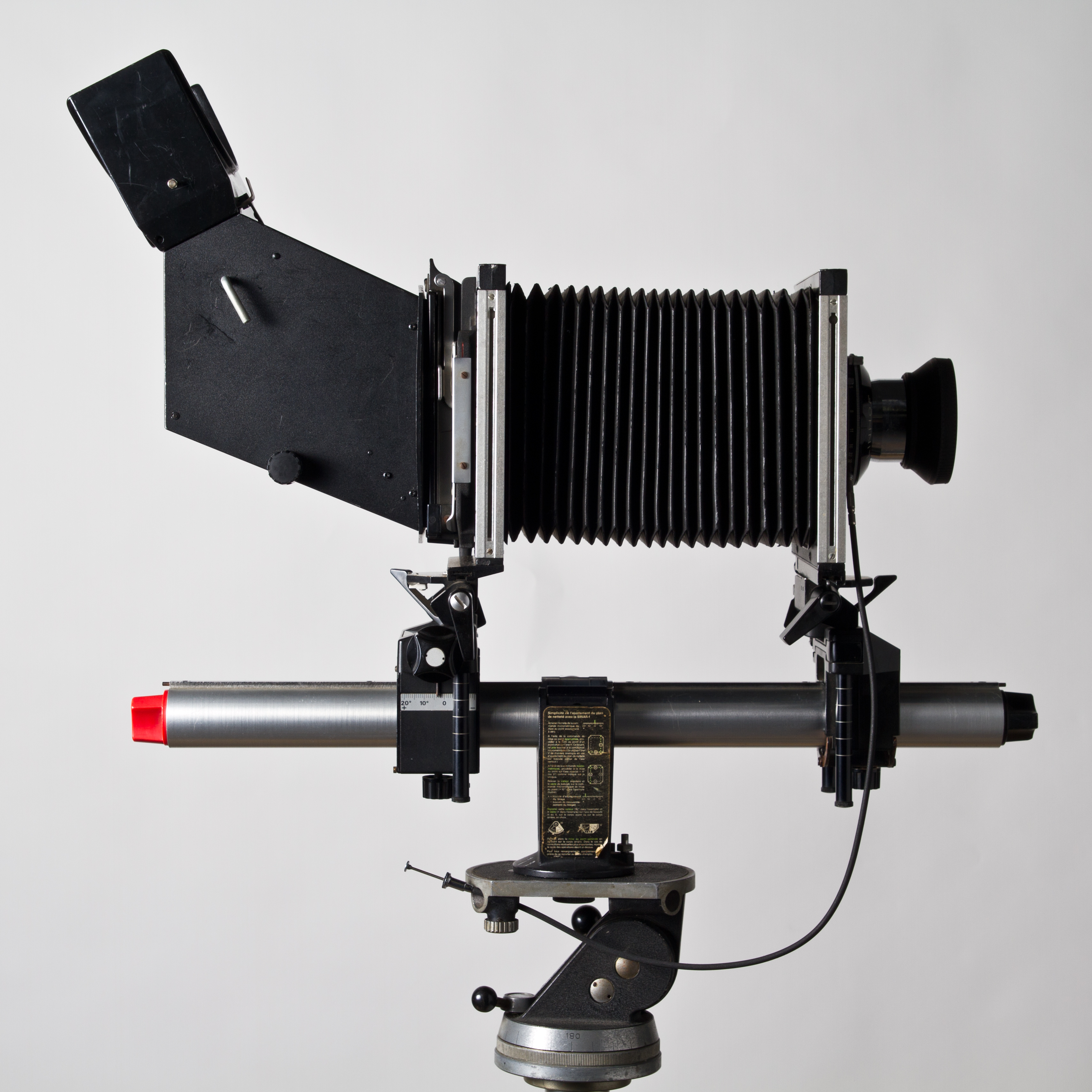
Une chambre Sinar F

Sinar AG est une société suisse créée en 1947 par Carl Hans Koch, inventeur de la chambre Sinar pour la photographie grand format, et basée à Feuerthalen dans le canton de Zurich.
La société a su participer à la conversion au numérique d'une grande partie de l'industrie photographique tout en préservant son image de qualité supérieure. Ainsi, Sinar s'est fait une spécialité des dos interchangeables numériques pour photographie grand format avec des définitions record comme les 22 millions de pixels (5 440 × 4 080 sur 17,6 cm2) du Sinarback 54 M récompensé en 2004 par le Best Digital Camera Back de la TIPA.
En 2006, est sorti le Sinarback eMotion75 possédant une définition de 33 millions de pixels (6 668 × 4 992 sur 17,3 cm2).
En 2013, Sinar propose un dos numérique d'une définition de maximale de 48.8 millions de pixels (Sinarback eXact, 8 000 × 6 000 sur 17,3 cm2).
En novembre 2013, Sinar est racheté par Leica.